# Peter F. Schmid
Peter F. Schmid (* 9. Februar 1950 in Wien; † 15. September 2020) war ein österreichischer Psychotherapiewissenschafter, Psychotherapeut (Personzentrierte Psychotherapie), Praktischer Theologe, Pastoralpsychologe und Autor.

## Leben
Peter F. Schmid war ein Schüler von Carl Rogers. 1969 begründete er die personzentrierte Ausbildung nach Carl Rogers in Österreich. Er habilitierte sich 1997 mit der Arbeit Im Anfang ist Gemeinschaft: Personzentrierte Gruppenarbeit und leitete seit 2006 den Studiengang für Personzentrierte Psychotherapie an der Sigmund Freud PrivatUniversität. Er war Begründer des Instituts für Personzentrierte Studien (IPS der APG) in Österreich, Faculty Member an der Saybrook University in San Francisco, USA, und an Universitäten in Österreich, Deutschland und Großbritannien tätig. Schmid war Initiator des Weltverbandes für Personzentrierte und Experienzielle Psychotherapie (WAPCEPC) und des Europäischen Netzwerks Personzentrierter und Experienzieller Vereinigungen (PCE Europe) sowie Mitbegründer und -herausgeber der internationalen Fachzeitschriften Person-Centered and Experiential Psychotherapies und Person. Schmid gilt als Begründer des dialogischen Ansatzes in der Personzentrierten Psychotherapie. Schmid veröffentlichte über 350 facheinschlägige Publikationen. Er ist Carl-Rogers-Preisträger der American Psychological Association (APA) 2009. Als Dramatiker veröffentlichte er zuletzt Faust III (uraufgeführt 2010 in Wien).
Peter F. Schmid therapierte, publizierte und unterrichtete in Wien.
Er starb am 15. September 2020 an den Folgen eines schweren Autounfalls.

## Schriften
- Das beratende Gespräch. Methode und Praxis der Gesprächsführung. Herder, Wien 1973.
- Personale Begegnung. Der personzentrierte Ansatz in Psychotherapie, Beratung, Gruppenarbeit und Seelsorge. Echter, Würzburg 1989. 5. Auflage 2007.
- mit Carl R. Rogers: Person-zentriert. Grundlagen von Theorie und Praxis. Mit einem kommentierten Beratungsgespräch von Carl Rogers, Grünewald, Mainz 1991. 6. Auflage 2007.
- mit Peter Frenzel, Marietta Winkler (Hrsg.): Handbuch der Personzentrierten Psychotherapie. Edition Humanistische Psychologie, Köln 1992. 2. Auflage 1996.
- mit Werner Wascher (Hrsg.): Towards creativity. Ein personzentriertes Lese- und Bilderbuch. edition sandkorn, Linz 1994.
- Personzentrierte Gruppenpsychotherapie. Ein Handbuch. Band 1: Autonomie und Solidarität. Edition Humanistische Psychologie, Köln 1994.
- Personzentrierte Gruppenpsychotherapie in der Praxis. Ein Handbuch. Band 2: Die Kunst der Begegnung. Junfermann, Paderborn 1996.
- mit Robert Hutterer, Gerhard Pawlowsky, Reinhold Stipsits (Hrsg.): Client-Centered and Experiential Psychotherapy. A Paradigm in Motion. Lang, Frankfurt am Main 1996.
- Im Anfang ist Gemeinschaft. Personzentrierte Gruppenarbeit in Seelsorge und Praktischer Theologie. Beitrag zu einer Theologie der Gruppe. Kohlhammer, Stuttgart 1998.
- mit Peter Frenzel, Wolfgang W. Keil, Norbert Stölzl (Hrsg.): Klienten-/Personzentrierte Psychotherapie. Kontexte, Konzepte, Konkretisierungen. WUV Facultas, Wien 2001.
- mit Catherine Iseli et al. (Hrsg.): Identität – Begegnung – Kooperation. Person-/Klientenzentrierte Psychotherapie und Beratung an der Jahrhundertwende. GwG, Köln 2002.
- mit Mick Cooper, Maureen O’Hara, Gill Wyatt (Hrsg.): The Handbook of Person-Centred Psychotherapy and Counselling. Palgrave, Houndmills 2007.
- mit Mick Cooper, Maureen O’Hara, Art Bohart (Hrsg.): The Handbook of Person-Centred Psychotherapy and Counselling. Second Edition Palgrave, Houndmills 2013.